# Közellenség (együttes)
A Közellenség középiskolás fiatalokból álló, összesen két koncertet adott magyar punkegyüttes volt 1983-ban, melynek tagjait egyik fellépésük alkalmával valójában elő nem adott dalszövegekre hivatkozva, közösség elleni izgatás vádjával, a CPg együtteséhez hasonló koncepciós perben letöltendő börtönbüntetésre ítéltek 1984-ben. 2000-ben Punktérítő címmel dokumentumfilmet készített az együttes rövid működéséről Kövessy Róbert, de pontatlanságai miatt számtalan kritikát kapott.

## Története
A négytagú együttes veszprémi baráti társaságból alakult 1982 végén, a műfajban megszokott ének (Joe), szólógitár (Csucsu), basszusgitár (Csirke) és dob (Kopasz) felállásban. Az első időszakban egy általános iskola kazánházában próbáltak. Mivel ekkoriban a rendőrség rendszeresen zaklatta nemcsak a másként gondolkodókat, hanem a "máskéntfésülködőket" is, a punk megjelenésű fiatalokat naponta többször igazoltatták minden ok nélkül Veszprémben is, rendszeresek voltak a rendőrségre való beidézések, kihallgatások. Bár az együttes tagjai direkt módon nem politizáltak, a „hazánkban ideiglenesen állomásozó szovjet csapatok” iránti ellenszenvüket nem rejtették el.
Első koncertjükre 1983. május 29-én került sor Győrben a Szivárvány tehetségkutató rendezvényen, egy győri kapcsolatuk jóvoltából. Mérsékelt sikert arattak, mert a megjelentek nem ennek a műfajnak voltak hívei. Ezután nem sokkal a csapatból távozott Csucsu helyén Attila vette át a szólógitárt. Valamint az együttes vezetőit beidézték a helyi rendőrségre, ahol megkérték őket, hogy hagyjanak fel a zenéléssel. Kiderült, hogy már az első koncert után felfigyelt rájuk a hatalom, besúgókon keresztül. A Közellenség ennek ellenére tovább folytatta tevékenységét.
A győri Auróra punkzenekar akkori énekese, Dauer segített nekik a második és egyben utolsó koncert megvalósításában. Győrszentivánon, ahol többek közt az Auróra is fellépett, a művelődési ház vezetőjétől megtudták a koncert előtt, hogy a Közellenség az országos tiltólistán második helyen szerepel, ezért Szabotázs néven került sor a fellépésre.
"Elsőként a ‘CPg’ Áll egy ifjú élmunkás a réten dalát instrumentálisan, másodikként a Rendőrállam, végül a Vörös féreg című szerzeményeket adták elő. Mivel nem próbáltak, az előadás rögtönzött volt, ami a közönség tetszését nem nyerte el. Ezen kívül a hangosítással is akadt probléma, hiszen a tanúvallomások a legkülönfélébb verziókkal állnak elő a hallottakkal kapcsolatban..."
A tagok közti feszültségek miatt 1984 tavaszán Joe és Kopasz kilépett, hogy új együttest alakítson, a Közellenség megszűnt.

## Utóélet: bírósági per és börtönbüntetés
1984. március 30-án a veszprémi egyetemi napokon Csirke, Attila és másik három fiatal összetűzésbe került néhány személlyel, és letartóztatták őket garázdaság miatt. A már megszűnt együttes másik két tagját, Joe-t és Kopaszt 1984 áprilisában helyezte a veszprémi rendőrség előzetes letartóztatásba. A vád ellenük „csak” nagy nyilvánosság előtt, csoport tagjaként elkövetett államellenes izgatás volt. Összesen tehát hét fiatal került előzetesbe: az elsőrendű vádlott, Attila izgatás és garázdaság miatt (nagykorúként); a másodrendű vádlott Csirke, a basszusgitáros szintén izgatás és garázdaság miatt (fiatalkorúként); a harmadrendű vádlott az énekes, Joe izgatás vádjával (fiatalkorúként); és Kopasz, a dobos (nagykorúként) ugyancsak izgatásért. A csupán  garázdaság - alkoholos befolyásoltság alatt elkövetett lökdösődés és rugdosás - miatt előzetes letartóztatásba került három barátjukat négy hónappal később, az első tárgyalási napon szabadlábra helyezték. "De az énekbűnözőket benntartották, ők bilincsben ültek végig minden tárgyalási napot júliustól decemberig, összesen nyolcat. Azzal utasította el a bíróság a szabadlábra helyezést, hogy fennáll a bűnismétlés veszélye."
A hat hónapig tartó kirakatper végén terhelő bizonyítékok nélkül szabtak ki súlyos ítéletet a zenekar tagjaira, hiszen a vád minden tanúja visszavonta a győrszentiváni koncertről rendőrségen tett vallomását, kijelentve, hogy a rendőrök kikényszerítették azt belőlük. "W. Gy. tizennégy éves [..] tanú alig eltérően mondja el: eleve azt kérdezte tőle a BM-dolgozó, tud-e a koncertről, majd sokszor és sok órán keresztül kihallgatják, kézzel jegyzetelnek, utána diktálják gépbe. Ő mindig mindent aláír, semmit sem olvas el. Miért? Túl hosszú a szöveg. Szülő egyik kihallgatáson és beszélgetésen sincs jelen, habár a törvény előírja. [..] N. K. pedagógiai főiskolás, KISZ-titkár. Ő a forrása a második veszprémi szám alatt állítólag énekelt áremeléses, kádáros, lengyeles szövegtörmeléknek, továbbá a balalajka-szám alatt állítólag valakitől elhangzott felkiáltásnak, legalábbis ezeket ő írta alá. Két másik tanúnak mindezt már mint információt tálalják fel, s ők aláírják, hogy úgy volt, de semmit sem tudnak hozzátenni. [..] N. K. kihallgatásánál kiderül, hogy már a győri tárgyaláson is panaszkodott: a vallomása mást tartalmaz, mint amit mondott. [..] A vád utolsó tanúja maga hívja fel a figyelmet a jegyzőkönyvében található megsemmisítő ellentmondásra. Csak öt percet töltött a koncertteremben, hogyan erősíthette volna meg a Közellenség egész műsoráról elé tárt információt?"
A védelem több tanút is felsorakoztatott, köztük a művelődési ház vezetőjét és technikusát, akik a többi zenekar tagjaival, valamint számos nézővel együtt határozottan tanúsították, hogy semmi elítélendőt nem hallottak a Közellenség koncertjén. "A koncerten jelen volt az állambiztonságiak egyik titkos megbízottja „Horváth András” fedőnévvel, aki azt jelentette, hogy a rendezvényen politikailag káros megnyilvánulás nem történt." A bíróság mégis letöltendő börtön-, illetve fogházbüntetést szabott ki. "A fellebbezést követő jogerős ítéletet másodfokon a Veszprém Megyei Bíróság hozta meg [..] 1984. 12. 21-én. Az ítéletben az elsőfokon megítélt főbüntetést néhány hónappal csökkentik ugyan, de a veszprémi társaságot így is elegendő bizonyíték nélkül és egy olyan tényállás alapján ítélték jogerősen letöltendő szabadságvesztésre, amely tényállást a nevezettek nem követték el. "
"A vádlottak tökéletesen ártatlanok az izgatás bűntettében, s nem azért, mert jogállamban az államellenes izgatás nem létező cselekmény. Hanem a magyar törvény szerint is: a fiúknak rossz szó az ajkát el nem hagyta. A tárgyaláson a vád egymagában állt szemben a négy tagadó vádlottal, és ami fontosabb, a per minden egyes tanújával. A tizenhárom tanúból 13 cáfolta, hogy a koncerten a veszprémiektől bármi elhangzott volna, ami akárcsak emlékeztet is nemhogy a vádra, de akármilyen dalszövegre. [...] a vád magának a mozgalom perének tartotta az ügyet, s szükségesnek látta, hogy megkülönböztesse az egyszerű koncepciós pertől."
Az egyik tárgyalási napon a negyedrendű vádlott ügyvédje azt mondta a bíróságnak: "Miféle rendszer az kérem, amelyik félti a hatalmát ezektől a gyerekektől?" Ezután az ügyvédet hamarosan letartóztatták, az ügyet követően eltanácsolták, majd öngyilkos lett. "S az is tény, hogy ő volt az egyetlen ügyvéd, aki kimondta, amit a többiek is gondolhattak: a veszprémi rendőrség és ügyészség törvénysértést követett el azzal, hogy további vizsgálat nélkül engedte vádiratra és tárgyalásra az ügyet; s azt is: nem várható el a győri rendőröktől, hogy bevallják, mást vettek jegyzőkönyvbe, mint ami elhangzott."
Veszprémben tudni vélték, hogy az akkori párttitkár, Papp János „rendelte” meg a bírósági eljárást, előre megfogalmazott ítélettel. "A tényállás nem valósult meg, a bizonyítás elégtelen és manipulált volt, hiszen nemcsak a tanúk, de még az ügynökök is ellentmondásokba keveredtek, amit a bíróság a bizonyítékok szelektív figyelembevételével igyekezett leplezni. Ráadásul a megyei párttitkár bizottsági ülésen példálózott a zenekarral, valamint a bizonyítás elégtelenségét is elismerte."
A zenekar tagjait még a rendszerváltás előtt, 1988-ban rehabilitálták, büntetlen előéletűek lettek.